# Torii Kiyonaga

Casa de banhos para mulheres

Torii Kiyonaga (鳥居 清長, 1752 - 28 de junho de 1815) foi um gravurista e pintor de ukiyo-e japonês da escola Torii. Originalmente Sekiguchi Shinsuke, filho de um vendedor de livros de Edo, adotou o nome artístico (gō) Torii Kiyonaga. Embora não seja biologicamente relacionado com a família Torii, se torno chefe do grupo após a morte de seu pai adotivo e professor Torii Kiyomitsu.

## Na Filatelia
As obras de Kiyonaga foram apresentadas várias vezes em selos comemorativos emitidos pelos correios japoneses:
- 1958 - semana filatélica.[2]